# Municipality of Monroeville
Municipality of Monroeville é um distrito localizado no estado norte-americano da Pensilvânia, no Condado de Allegheny.

## Demografia
Segundo o censo norte-americano de 2000, a sua população era de 29.349 habitantes.
Em 2006, foi estimada uma população de 27.857, um decréscimo de 1492 (-5.1%).

## Geografia
De acordo com o United States Census Bureau tem uma área de 51,3 km², dos quais 51,3 km² cobertos por terra e 0,0 km² cobertos por água.

## Localidades na vizinhança
O diagrama seguinte representa as localidades num raio de 8 km ao redor de Municipality of Monroeville.